# Bertil Andersson (konstnär)
Bertil Ingemar Andersson, född 28 februari 1923 i Östra Tollstad, död 9 november 1990 i Linköping var en svensk målare och tecknare.
Bertil Andersson var son till yrkesmålaren Johan Andersson och Ida Lundberg. Andersson var som konstnär autodidakt, med undantag av vissa studier vid ABF. Andersson erhöll 1955 Östgöta Journalistförbunds stipendium, Östergötlands läns landstings kulturstipendium 1962, tillsammans med Lennart Spong och tillsammans med Gunnar Janser 1963, Mjölbys konstförenings stipendium två gånger, Vreta klosters kommuns stipendium två gånger, Östgöta konstförenings stipendium 1972 samt statligt arbetsstipendium 1975–1976.
Andersson började ägna sig åt konsten på allvar i slutet av 1940-talet. Minnesutställningen över Edvard Munch 1946 blev ett startskott, eller ett av skotten, ty bekantskapen med Linköpingskonstnären Eric Häggqvist var också ett starkt skäl till att han började måla. Bertil Andersson beundrade Albin Amelin som porträttmålare och stod honom ideologiskt nära.
Bland hans offentliga arbeten märks utsmyckningen av Linköpings servicehus.
Hans konst består av människor i olika miljöer, porträtt, landskap och stilleben ofta i realistisk återgivning. Vid sidan av sitt eget skapande har han undervisat i teckning, måleri och konsthistoria.
Bertil Andersson var yngre bror till konstnären Thorsten Andersson och var genom honom bekant med Linköpingskonstnären Alf Gustavsson.
Andersson är representerad vid Östergötlands museum, Östergötlands läns landsting, Linköpings kommun, Mjölby kommun och Norrköpings kommun. Han är begravd på Södra griftegården i Linköping.